# متیو وینسنت والش
متیو وینسنت والش (انگلیسی: Matt Walsh؛ زادهٔ ۲ دسامبر ۱۹۸۲) بازیکن بسکتبال اهل ایالات متحده آمریکا است.
از فیلم‌ها یا برنامه‌های تلویزیونی که وی در آن نقش داشته‌است می‌توان به دریلبیت تیلور، مدرسهای برای مزدوران، اجناس: سخت زندگی می‌کنند، فروش سخت، و به سوی طوفان اشاره کرد.
از باشگاه‌هایی که در آن بازی کرده‌است می‌توان به میامی هیت، باشگاه بسکتبال ساسکی باسکونیا، باشگاه بسکتبال مانرسا، و باشگاه بسکتبال مورسیا اشاره کرد.